# 利安姆·湯科克
利安姆·湯科克（英語：Liam Tancock；1985年5月7日—）是一位英國游泳運動員，擅長50米和200米仰泳項目。他參加了2008年奧運會和2012年奧運會。他也多次參加世界游泳錦標賽。